# Vita Hludowici
Vita Hludowici ili Vita Hludowici imperatoris (na hrv. Ludvigov život ili Život cara Ludviga), srednjovjekovni anonimni životopis franačkog cara Ludviga I. Pobožnog (814. – 840.). Autor životopisa je nepoznat, a uvriježeno ga se naziva Astronomom, zbog većeg broja detalja vezanih uz astronomiju koji zahtjevaju dobro poznavanje te materije.

## Značaj za hrvatsku povijest ranog srednjeg vijeka
Vita Hludowici donosi neke vijesti o pobuni donjopanonskog kneza Ljudevita. Tako primjerice, spominje poslanstvo kneza Ljudevita na dvoru cara Ludoviga 818. godine koje je optužilo markgrofa Kadolaha zbog okrutnosti prema Slavenima u Donjoj Panoniji. Za godinu 819. se pripovijeda kako je Ljudevit podignuo ustanak protiv franačke vlast i kako poslane franačke vojne snage nisu uspjele slomiti ustanak. Zatim pripovijeda o smrti markgrofa Kadolaha i o novom vojnom zapovjedniku Baldriku koji se sukobio s Ljudevitom te o sukobu kneza Ljudevita i dalmatinskog kneza Borne, kojeg su tijekom bitke napustili Guduščani, a spasili članovi njegove osobne garde. Priča se dalje nastavlja Borninim kažnjavanjem odmetnutih Guduščana koje je opet pokorio i upadom Ljudevita s vojskom u Dalmaciju zimi iste godine. Borna se zatvorio u svoje utvrde, a Ljudevit je poharao i opustošio Dalmaciju i potom se povukao bez odlučujuće pobjede.
Za godinu 820. piše da je car Ludovig poslao veliku vojnu pomoć knezu Borni koji se bio potužio na Ljudevitov napad na Dalmaciju, a ta vojska je bila podijeljena na tri dijela i napala je Ljudevitov teritorij. On se sklonio u svoju utvrdu te nije ulazio u sukob s franačkom vojskom. Kada se franačka vojska, poslije pljačkanja i pustošenja, povlačila natrag prema Italiji, pridružili su im se Kranjci i Karantanci koji su se bili odmetnuli i prebjegli Ljudevitu te se predali grofu Baldriku.
Godine 821. car je poslao novu vojsku na Ljudevita, ali ni ona nije polučila opipljiv uspjeh. U daljnjem tekstu za istu godinu navodi se da je knez Borna bio ubijen i da ga je naslijedio njegov nećak ili unuk Vladislav. Za 822. godinu pripovijeda se da je Ludovig Pobožni poslao novu vojsku na Panoniju te da je Ljudevit pobjegao iz svog utvrđenog grada i sklonio se kod nekog dalmatinskog kneza, kojeg je ubio i oteo mu vlast. U događajima za 823. godinu spomenuto je da je na skupština objavljena smrt tiranina Ljudevita koji je bio ubijen na prevaru.

## Vanjske poveznice
- Vita Hludowici imperatoris – daten.digitale-sammlungen.de (lat.)